# جون ماكدونل
جون ماكدونل (بالإنجليزية: John McDonnell)‏ (26 مارس 1965 في جمهورية أيرلندا - ) هو مدرب كرة قدم ولاعب كرة قدم أيرلندي في مركز الدفاع. لعب مع باتريك أتلتيك ودرودا يونايتد ونادي شامروك روفرز وDublin City F.C. ‏ وNewry City F.C. ‏ وهوم فارم ‏ ودوري أيرلندا الحادي عشر ‏.

## وصلات خارجية
- جون ماكدونل على موقع قاعدة بيانات كرة القدم.إي يو (الإنجليزية)